# Sodfarvet terne
Den sodfarvede terne (Onychoprion fuscatus) er en terne, der lever ved de tropiske oceaner. Den når en længde på 35-45 cm og vejer 150-250 g.